# هلیسن

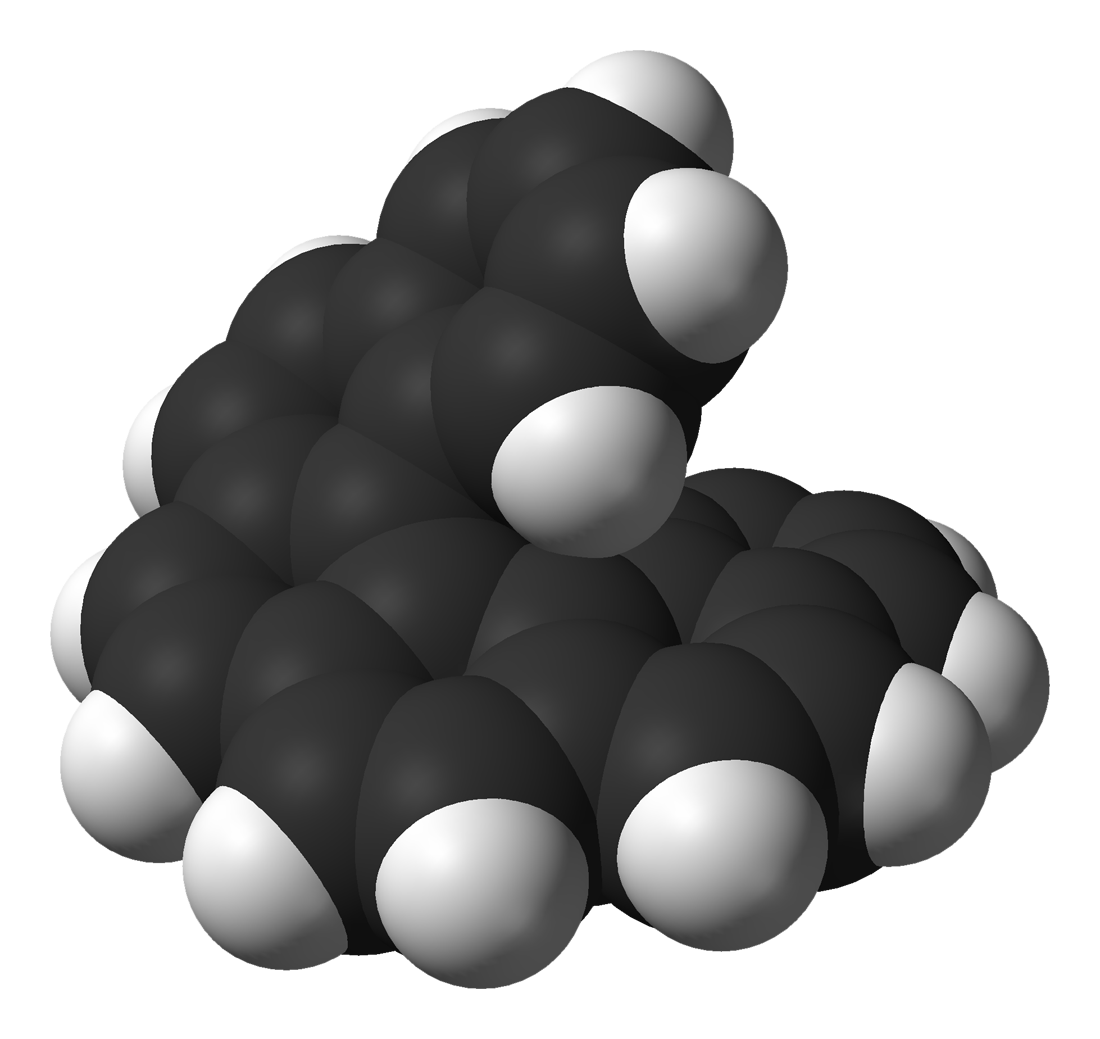
هگزاهلیسن

فرمول ساختار عمومی [n]هلیسن

در شیمی آلی، هلیسن‌ها(به انگلیسی: Helicene) ترکیبات آروماتیک چند حلقه ای ارتو متراکم شده هستند که در آن حلقه‌های بنزن یا حلقه‌های آروماتیک دیگر با زاویه‌ای مشخص به یکدیگر حلقه‌جوشی شده به شکل یک مولکول پیچه‌ای شکل کایرال درآمده‌اند. شیمی هلیسن‌ها به دلیل ویژگی‌های منحصر به فرد ساختاری، طیفی و نوری آن‌ها مورد توجه مداوم بوده‌است.